# Ermita de la Misericòrdia (la Fatarella)
Ermita de la Misericòrdia és un edifici del municipi de la Fatarella inclòs en l'Inventari del Patrimoni Arquitectònic de Catalunya.

## Descripció
Ermita, de considerables dimensions, d'una sola nau amb capelles laterals i absis esglaonat. La coberta és de teula a doble vessant i hi destaca el cimbori, octogonal i amb una cúpula a l'interior. Als laterals s'hi obren petites finestres i s'alcen dos contraforts a cada banda. La façana principal presenta una portalada, de pedra, barroca amb un arc de mig punt emmarcat per dues pilastres, entaulament i una fornícula rematada amb un pinacle. A ambdós costats de la porta trobem carteles amb tornapuntes amb decoració vegetal. Al damunt de la fornícula hi ha un òcul. La façana està rematada per un campanar d'espadanya

## Història
L'ermita de la Misericòrdia la trobem esmentada per primera vegada el 1608 en la visita pastoral del bisbe de Tortosa, Pedro Manrique. L'indret on es bastí l'ermita antigament estava ocupat per una torre de guaita segurament d'origen àrab (fatorella), que de ben segur fou l’origen del poble i que en va donar el nom. Dins de la torre hi havia un altar amb la Marededéu del Rosari.